# Trifluorek chloru
Trifluorek chloru (ClF3) – nieorganiczny związek chemiczny, potencjalny duszący bojowy środek trujący.
W temperaturze pokojowej jest bezbarwnym gazem lub cieczą (temperatura wrzenia ok. 11,75 °C).
Jest substancją niezwykle reaktywną - bardzo silnym utleniaczem i środkiem fluorującym. Reaguje wybuchowo z wodą utleniając ją do tlenu, bądź fluorku tlenu (OF2). Reaguje także z większością metali, tworząc fluorki, lecz niektóre chroni przed zapłonem pasywacja. Substancje organiczne i ich mieszaniny, w tym tworzywa sztuczne, tekstylia, drewno, papier itp. pod wpływem trójfluorku chloru ulegają zapłonowi. Również szkło, azbest, czy piasek ulegają zapłonowi pod wpływem tej substancji.
Pochłaniacze masek przeciwgazowych nie stanowią skutecznej ochrony przed ClF3. Działa na drogi oddechowe wywołując ataki silnego kaszlu i obrzęk płuc. Silnie drażni błony śluzowe nosa, oczu i dróg oddechowych. Ma również działanie parzące. Pary powodują powstawanie pęcherzy i ran w miejscu zetknięcia ze skórą.
Jest szybko działającym bojowym środkiem trującym, jednak z uwagi na trudność przechowywania ma małe znaczenie militarne.